# Дрефенакк (Хюнксе)
Дрефенакк (нем. Drevenack) — поселение (гемаркунг) в общине Хюнксе (район Везель, земля Северный Рейн-Вестфалия, Германия.

## География
Географически Дрефенакк — это поселение, расположенная примерно в 2 км к северу от Хюнксе и в 10 км к востоку от Везеля, с нынешним населением 3447 жителей (по состоянию на март 2024 года). Площадь района составляет 30 064 км². К Дрефенакку относится поселение Педденберг, расположенное на федеральной трассе 58. Дрефенакк также расположен в природном парке Высокий Марк и характеризуется разнообразными природными ландшафтами с полями, лесами и водоёмами.

## История
Первые свидетельства истории существования Дрефенакка насчитывают около 2600 лет. В ходе раскопок были обнаружены остатки сожжённых костей и черепки глиняной посуды, которые были отреставрированы и находятся в Рейнском краеведческом музее в Бонне. Дрефенакк впервые упоминается в «Liber Valoris» в начале XIV века. Тогда деревня принадлежала герцогству Клеве.
Важное место в истории Дрефенакка занимало поместье и замок Шварценштайн (ныне Хаус Шварценштайн) — бывшее феодальное владение герцогства Клеве с парламентским статусом. Замок часто переходил из рук в руки и временами принадлежал баронам Крюденбург. Однако во время Второй мировой войны он был разрушен и восстановлен лишь частично. Сегодня здесь располагается конюшня, где организуются загонные охоты со сворами собак.
В конце Второй мировой войны Дрефенакк стал местом убежища для многих жителей Везеля после того, как их город был разрушен на 98% при форсировании Рейна английскими и канадскими войсками. Дрефенакк тоже пострадал, хотя и не так сильно.
1 января 1975 года Дрефенакк был включен в состав общины Хюнксе.

## Геральдика

### Герб
Описание: В разделённом щите вверху красным цветом серебряная (белая) стрела, наклонённая влево; внизу на разделительной линии золотом (жёлтым) половина красной геральдической лилии.
Обоснование: Герб был утверждён 25 сентября 1967 года министром внутренних дел земли Северный Рейн-Вестфалия. За основу взята старая печать бывшего ранее муниципалитета. Стрела является символом Святого Себастьяна, покровителя Дрефенакка. Изображение лилии взято с герба герцогства Клеве, которому ранее принадлежал муниципалитет.

### Флаг
Флаг представляет собой жёлто-красно-жёлтое горизонтальное полотнище с соотношением сторон 1:1:3, с белой стрелой, расположенной по диагонали слева на красной полосе, и нижней половиной красной геральдической лилии непосредственно под красной полосой.

## Достопримечательности
- Евангелическая церковь
- Хаус Шварценштайн
- Музей Отто Панкока
- Здания бывшего вокзала посёлка

## Инфраструктура

### Транспорт
Раньше до поселения можно было добраться через открытую в 1874 году станцию Дрефенакк на железнодорожной линии Хальтерн—Фенло (часть железной дороги Гамбург—Фенло) от Везеля до Хальтерн-ам-Зе. Последний пассажирский поезд прошёл в 1960 году, а в 1974 году станция была закрыта и для грузового движения.
Ныне поселение обслуживают экспресс-автобусы SB3 из Везеля в Динслакен, 299 из Везеля в Дорстен и X05 из Везеля через Шермбек в Дорстен, а также местный общественный автобус.
Через Дрефенакк проложено около 15 маркированных туристских велосипедных маршрутов, включая европейский маршрут №1.

### Государственные учреждения
В сфере образования в Дрефенакке функционируют два детских сада и начальная школа имени Отто Панкока, а также различные спортивные клубы.

## Персоналии

### Родившиеся в Дрефенакке
- Эрих Бонекамп (нем. Erich Bohnekamp; 1901—1955) — бывший бургомистр амта Шермбекк
- Ульрих Фрезе (нем. Ulrich Freese; род. 1951) — профсоюзный деятель и политик (СДПГ)
- Райнер Келлер (нем. Rainer Keller; 1965—2022) — политик (СДПГ)

### Жившие и работавшие в Дрефенакке
- Йоханн Генрих Кристиан Нонне (нем. Johann Heinrich Christian Nonne; 1785—1853) — поэт, теолог и пастор в Дрефенакке в 1808–1815 годах
- Эрих Боккемюль (нем. Erich Bockemühl; 1885—1968) — преподаватель и органист в Дрефенакке
- Отто Панкок (нем. Otto Pankok; 1893—1966) — живописец, график и скульптор (Музей Панкока в Дрефенакке)
- Хульда Панкок (нем. Hulda Pankok; 1895—1985) — журналистка и издатель, жена Отто Панкока
- Август Оппенберг (нем. August Oppenberg; 1896–1971) — художник, жил в Дрефенакке во время Второй мировой войны